# إيلي ميز
إيلي ميز (بالإنجليزية: Ealy Mays) (ولد في 15 يناير من عام 1959) فنان معاصر مقيم في باريس من أصل أفريقي أمريكي. عُرضت أعماله في معرض المكسيك الرئيسي وكاروسيل دو لوفر في باريس وفي مسابقة خوسيه كليمنتي أوروزكو الفنية السنوية في المكسيك ومتحف غاغينهايم في نيويورك وغيرها. كان الرسام الأسطوري هنري أو. تانر أول أمريكي من أصل أفريقي يعرض في متحف اللوفر في عام 1897. جعل معرض عام 2005 بعنوان «هجرة الأبطال الخارقين» الذي أُقيم في كاروسيل دو لوفر، من ميز أحد الفنانين الأمريكيين الأفارقة القلائل الذين يسيرون على خُطا تانر فيما يتعلق بعرض اللوحات في اللوفر.
يعتبر ميز كلًا من يعقوب لورانس وجاكسون بولوك وماكسفيلد باريش ودييغو ريفيرا وخوسيه كليمنتي أوروزكو وروفينو تامايو وهربرت غينتري وإدوارد كلارك (فنان) وفرانز كلاين بمثابة معلمين. أقام ميز في باريس منذ زمن وهو مقيم بشكل دوري في المدينة الدولية للفنون في باريس وخريج من مدرسة سكوهيغن للرسم والنحت في مين.

## خلفية
قدمت الكاتبة كاثي ويدي جيسي مقالًا في دايتون دايلي نيوز في سبتمبر عام 1996 عن إيلي ميز، بعنوان «رسام خالص»، لمحة عن خريج مدرسة دايتون وفيرفيو الثانوية المحلية والبالغ من العمر حينها 37 عامًا، والذي كان طالبًا في كلية الطب وحائزًا على «منحة كاميل كوسبي للفنانين الأمريكيين من أصل أفريقي»، عند انتهائه من منحة مدرسة سكوهيغن للرسم والنحت في ولاية ماين بينما كان يكمل إجازة في الطب في كلية الطب في المكسيك. صرح ميز من بين أمور أخرى، بتأثير ماكسفيلد باريش على عمله وعن محبته للفنان الأسطوري الأمريكي الأفريقي يعقوب لورانس، الذي ألهمه الالتحاق ببرنامج سكوهيغن. بحسب ما صرح ميز، أعاد يعقوب له هذه المودة من خلال إخباره بأنه «رسام خالص».

### السنوات المبكرة
ولد ميز أمريكي الجنسية غرب تكساس في ويتشيتا فولز في ولاية تكساس، لوالده الطبيب ديوي ميز ووالدته المدرسة روبي ميز، وتربى في دايتون بولاية أوهايو. انتقلت الأسرة إلى دايتون بعد تخرج ميز الأكبر من كلية الطب في جامعة هوارد. يذكر ميز أن والديه اختارا العيش في دايتون لأنه وفي ذلك الوقت، أي في منتصف الستينيات من القرن العشرين، امتلكت دايتون قاعدة صناعية قوية وكانت واحدة من أفضل الأماكن للعيش وتربية عائلة في أمريكا. تحتج لوحته من عام 1998 بعنوان «موت مدينة بوم الأمريكية (دايتون أوهايو)» على التدهور الاقتصادي في وسط الغرب الصناعي، وعلى وجه الخصوص، زوال نوعية الحياة في مسقط رأسه السابق دايتون، أوهايو.

### الكلية والجامعة
التحق ميز بكلية وايلي في مارشال، تكساس بعد تخرجه من مدرسة فيرفيو الثانوية في دايتون. سار بعد ذلك على خُطا والده في دراسة الطب، على الرغم من بقاء الفن شغفه الأول. اختار ميز الدراسة في المكسيك حيث اعتقد أنه كان قادرًا على إكمال تعليمه والانغماس في نفس الوقت في شغفه بالفن. لذلك، تقدم بطلب وقُبل لدراسة الطب في كلية الطب في جامعة غوادالاخارا (جامعة غوادالاخارا المستقلة) في عام 1985.

## وصلات خارجية
- الموقع الرسمي